# Lantal
Lantal Textiles AG mit Sitz in Langenthal ist ein international tätiges Schweizer Unternehmen, das auf den Gebieten Design, Herstellung und Vertrieb von Textilien und Dienstleistungen für Passagierflugzeuge, Personenzüge, Reise- und Stadtbusse, Trams, Businessjets und Superyachten spezialisiert ist. Die Unternehmensgruppe beschäftigt 695 Mitarbeiter (Stand 31. Dezember 2018) und erwirtschaftete 2018 einen Umsatz von etwa 105 Millionen Schweizer Franken.

## Tätigkeitsgebiet
Das Familienunternehmen konzentriert sich auf die Bereiche Luft-, Bus- und Bahnverkehr.
Für die internationale Zivilluftfahrt entwickelt und produziert Lantal brandschutzzertifizierte Sitzbezugsstoffe, Vorhänge, Velours, Teppiche, Leder, Kopfschonerbezüge und Wandverkleidungen für über 300 Fluggesellschaften und für die führenden Flugzeug- und Sitzhersteller der Welt. Als 2005 erstmals eingeführte Neuentwicklung stellt das Unternehmen auch pneumatische Sitzkissen und Systeme her. Die Entwicklung fand in Zusammenarbeit mit Sarna-Plastec, Maxon Motor und Dornier statt.
Für den internationalen Bus- und Bahnverkehr entwickelt, fertigt und vertreibt Lantal Velours- und Flachgewebe sowie Teppiche für Bushersteller, Reiseveranstalter und Unternehmen des öffentlichen Verkehrs.
Die Unternehmensgruppe produziert mit eigener Garnfärberei und Jacquardweberei in der Schweiz, Portugal und den USA.

## Geschichte
Das Unternehmen ging aus der 1886 von Friedrich Baumann und Albert Brand gegründeten Firma Baumann & Brand hervor. Diese war in der Herstellung und im Handel von Leinen und Halbleinen tätig. Nachdem sich die beiden Unternehmer voneinander getrennt hatten, gründete Friedrich Baumann 1903 seine eigene Firma als Kollektivgesellschaft Baumann-Grütter. 1930 traten seine beiden Söhne Fritz und Willy Baumann in die Nachfolge ihres Vaters, worauf sie den Namen der Gesellschaft in Baumann-Grütter Söhne änderten.
1951 schied Willy Baumann aus der Gesellschaft aus, um die Möbelstoffweberei Langenthal AG, die heutige Lantal Textiles, zu gründen, die Textilien für die Möbelindustrie produzierte. Drei Jahre später gewann das Unternehmen mit der Fluggesellschaft KLM ihren ersten internationalen Kunden.